# 万达湖

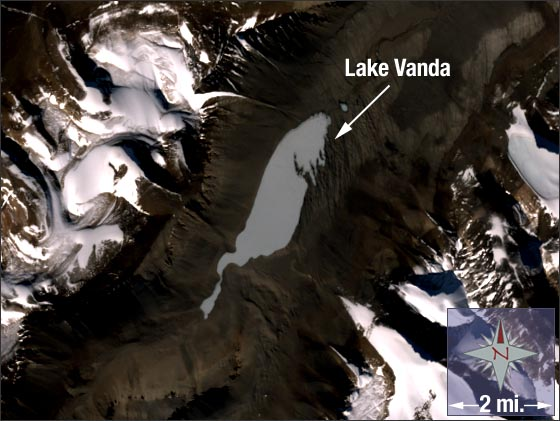

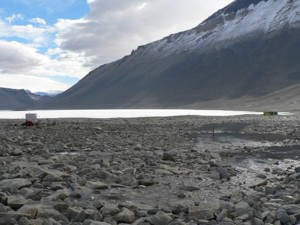

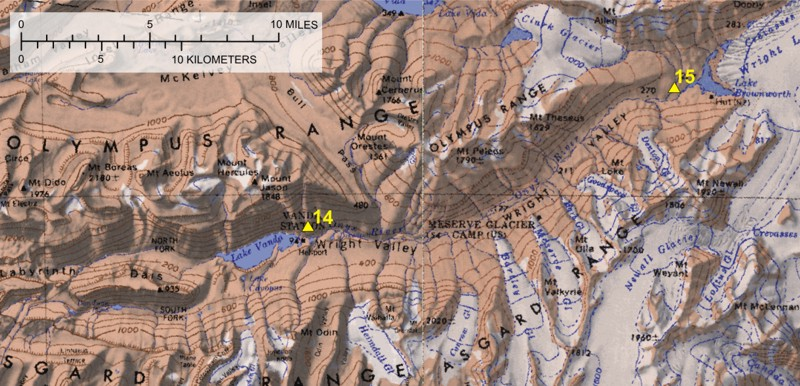

万达湖（英語：Lake Vanda）是南極洲的湖泊，位於維多利亞地，長8公里、寬2公里，面積5.2平方公里，平均水深30.8米，最大水深75米，蓄水量1.6億立方米，湖水來自奧尼克斯河。

## 外部連結
- The Lakes of the McMurdo Dry Valleys （页面存档备份，存于）

77°31′47″S 161°34′32″E / 77.52963°S 161.57553°E